# Операција Уна
Операција Уна 95 је војна офанзива коју је извела Хрватска војска (ХВ) против Војске Републике Српске (ВРС) у западној Босни од 18. до 19. септембра 1995, током Рата у Босни и Херцеговини. Операција је укључивала прелазак ријеке Уне и Саве ради успоставља мостобрана у Новом Граду, Козарској Дубици, Српској Костајници и насупрот Јасеновца, како би се омогућило накнадно напредовање према Приједору и Бањој Луци.
Операције је испланирана неколико сати послије састанка хрватског предсједника Фрање Туђмана и америчког дипломате Ричарда Холбрука, током које је Холбрук позвао Туђмана да појача притисак на Поуње и запријети заузимањем Бање Луке, јер је вјеровао да ће такав развој догађаја приморати руководство Републике Српске да дође за преговарачки сто. Неадекватно планирање и припреме, у комбинацији са мањкавим војно-обавјештајним подацима о одбрамбеним снагама и занемаривање високог водостаја ријеке Уне и Саве, довели су до великог броја жртава и мало успјеха. Офанзива је прекинута дан након покретања и евакуације мостобрана. ХВ је на крају за неуспјех окривио генерал-мајора Винка Врбанца. Врбанац је био овлашћен за вођење офанзиве, умјесто начелника Главног штаба генерала Звонимира Червенка.
Операција Уна била је једина неуспјешна операција ХВ из низа офанзива које су започеле у новембру 1994. године. Била је контроверзна у хрватским медијима, али је уопштено занемарена као одступање од низа успјеха. Хрватске власти су покренуле 2006. истрагу о ратним злочинима које су починили припадници ХВ током операције, у којој је убијено 40 српских цивила.

## Позадина
Пошто се Југословенска народна армије (ЈНА) повукла из Хрватске након прихватања и имплементације Венсовог плана, 55.000 официра и војника ЈНА рођених у Босни и Херцеговини пребачено је у БиХ, а они ће касније чинити срж Војске Републике Српске (ВРС). Ова реорганизација услиједила је након проглашења Републике српског народа у Босни и Херцеговини 9. јануара 1992, прије референдума о независности Босне и Херцеговине који је одржан између 29. фебруара и 1. марта 1992. године. Проглашење независности Босне и Херцеговине једно је од разлога избијања рат. Срби су 1. марта 1992. започели утврђивање Сарајева и других подручја. Наредног дана у Сарајеву и Добоју забиљежене су прве жртве рата. Посљедњих дана марта, српске снаге су отпочеле артиљеријско гранатирање положаја хрватских формација у Босанском Броду, којима је у испомоћ пристигла 108. бригада Хрватске војске. ЈНА је 4. априла отпочела артиљеријско гранатирање Сарајева. Постојали су и други примјери у којима је ЈНА непосредно подржавала ВРС, нпр. приликом заузимања Зворника почетком априла 1992, када је ЈНА пружила артиљеријску подршку из Србије, дејствујући преко Дрине. Истовремено, ЈНА је покушавала да смири ситуацију и договори преговоре у другим дијеловима земље.
На почетку рата, ЈНА и ВРС су се сукобиле са Армијом Републике Босне и Херцеговине (АРБиХ) и Хрватским вијећем одбране (ХВО), које су биле подријеђене централној власти у којој су преовлађивали Муслимани и Хрвати, као и ХВ, која је повремено подржавала операције ХВО. Крајем априла, ВРС је располагала са око 200.000 војника, стотинама тенкова, оклопних транспортера и артиљеријских оруђа. ХВО и Хрватске одбрамбене снаге (ХОС) на располагању су имале 25.000 војника и прегршт тешког наоружања, док је АРБиХ на располагању имала 100.000 војника, малокалибарског оружја за половину војника и практично без тешког наоружања. Наоружавање различитих снага било је отежано ембаргом Уједињених нација (УН) на оружје, који је уведено у септембру 1991. године. До средине маја 1992, када су се преостале јединице ЈНА које нису пребачене у ВРС повукле из БиХ у Савезну Републику Југославију, ВРС је контролисала око 60% територије БиХ. До краја године контрола је проширена на око 70% територије.

## Увод
До 1995. АРБиХ и ХВО су се развиле у боље организоване снаге које су користиле упоредиво велики број артиљеријских оруђа и добро утврђене положаје. ВРС није била у могућности да пробије њихову одбрану, нпр. у бици за Орашје у мају и јуну 1995. године. Након пада већег дијела Републике Српске Крајине у операцији Олуја у августу 1995, ХВ је свој фокус пребацила на западну Босну и Херцеговину. Промјена је била мотивисана жељом да се створи безбједносна зона дуж државне границе, док би се Хрватска успоставила као регионална сила и стекла наклоност Запада тако што би окончала рат у БиХ. Влада Републике Босне и Херцеговине поздравила је овај потез, јер је ишао у прилог њиховом циљу да стекну контролу над западном Босном и Херцеговином и Бањом Луком, највећим градом у Републици Српској.
Док је НАТО спроводио операцију Намјерна сила — низ ваздушних удара на циљеве ВРС око Сарајева, западна Босна и Херцеговина била је релативно мирна након операције Олуја, изузев пробних напада које су водиле ВРС, ХВО или АРБиХ недалеко од Бихаћа, Дрвара или Гламоча. У то вријеме, ХВ, ХВО и АРБиХ су планирале заједничку офанзиву у региону. Хрватска компонента офанзиве, кодног назива Маестрал 2, покренута је 8. септембра с циљем заузимања Јајца, Шипова и Дрвара, 5. корпус АРБиХ је покренуо операцију Сана, током које су снаге ВРС потиснуте до 70 км источно од Бихаћа, чиме су проширени истурени положаји АРБиХ које су држани на сјеверу према Новом Граду.
Амерички дипломата Ричард Холбрук и амерички амбасадор у Хрватској Питер Галбрајт састали су се 17. септембра у Загребу са хрватским предсједником Фрањом Туђманом. Сједињене Америчке Државе су послале Холбрука како би подстакао Туђмана да прекине офанзивне операције ХВ у западној Босни и Херцеговини. Међутим, Холбрук и Галбрајт су сматрали да су упутства неразумна и видјели су прилику да поразе ВРС и успоставе нову војну равнотежу у земљи. Холбрук је такође сматрао да је промјена ситуације на терену омогућила њему и Галбрајту да игноришу упутства. Холбрук је позивао Туђмана да заузме Сански Мост, Нови Град и Приједор и то брзо, али га је молио да одустане од Бање Луке. Холбрук и Галбрајт су сматрали да ће бити корисно и праведно ако хрватске снаге заузму Бању Луку, али су одлучили да их не подстичу на то, страхујући од стварања још 200.000 избјеглица или да Хрватска неће бити вољна да се одрекне контроле над градом касније. Надали су се би се у граду могло наћи умјереније српско руководство, јер је то било најурбаније подручје Републике Српске.

## Борбени поредак
На основу исхода састанка Холбрука и Туђмана и процјене Главног штаба Хрватске војске да је 2. корпус ВРС потпуно уништен, донијета је одлука о размјештању ХВ на подручје готово без припреме и планирања. Процјене Главног штаба ХВ заснована је на достигнућима АРБиХ у западној Босни и Херцеговини у претходна четири дана. Наређење за напад је састављено 17. септембра, а потписао га је генерал-мајор Винко Врбанац у име начелника Главног штаба генерала Звонимира Червенка. Напад, кодног назива операција Уна, требао је да почне преласком ријеке Уне код Новог Града и Козарске Дубице и ријеке Саве код Јасеновца, након чега би услиједило заузимање планине Просара, како би се омогућило даље напредовање према Приједору. Планирано је да се операција координише са 5. корпусом АРБиХ, који би наставио брзо напредовање према Приједору и Новом Граду.
Наређењем је ХВ дато само око 10 часова да се припреми, па су у нападу били ангажовани само они елементи ХВ који су већ били распоређени на том подручју — дијелови Загребачког корпуса дуж Уне и Бјеловарског корпуса дуж Саве. Прелазак Уне се сматрао примарним циљем  и тај задатак био је додијељен елементима 1. гардијске и 2. гардијске бригаде уз подршку 17. домобранског пука. Двије гардијске бригаде заједно су на располагању имале 1500 војника, са још 1500 резервиста Домобранства, расположивих за прелазак Уне. Бјеловарски корпус је располагао са око 2500 домобранских резервиста, распоређених у три борбене групе (које су чинили елементи 52, 121. и 125 домобранског пука) и око 900 војника за подршку, укључујући дивизион топова калибра 155 мм из 16. артиљеријско-ратне бригаде и елементи 18. артиљеријског дивизиона (по један вод хаубица калибра 155 мм и топова калибра 130 мм). Јединица Бјеловарског корпуса командовао је генерал-мајор Лука Џанко, док је јединицама Загребачког корпуса командовао генерал-мајор Маријан Марековић.
ВРС је на том подручју имала три гарнизонска батаљона, које су углавном чинили старији резервисти. Два од њих, припадници 1. новоградске и 11. дубичке пјешадијске бригаде, били су распоређени дуж ријеке Уне и сукобили су се са Загребачким корпусом. Преостали батаљон, у саставу 1. градишке лаке пјешадијске бригаде, распоређен је дуж ријеке Саве насупрот Бјеловарског корпуса. Припадници ВРС, у саставу 1. крајишког корпуса под командом генерал-потпуковника Момира Талића, били су распоређени на припремљене утврђене положаје заштићене минским пољима и снажном артиљеријском ватром. ХВ је процијенила да су јединице ВРС дуж ријеке Саве имале подршку чете тенкова и по једне батерије топова калибра 130 мм, хаубица калибра 155 мм и противоклопних топова калибра 76 мм.
| Корпуси     | Јединице                                  | Напомене                                                            |
| ----------- | ----------------------------------------- | ------------------------------------------------------------------- |
| Загребачки  | 1. гардијска бригада                      | подручје Двора                                                      |
| Загребачки  | 2. гардијска бригада                      | подручје Хрватске Дубице                                            |
| Загребачки  | 17. домобрански пук                       | подручје Хрватске Дубице                                            |
| Загребачки  | Извиђачко-диверзантска чета Главног штаба | подручје Хрватске Костајнице                                        |
| Бјеловарски | 52. домобрански пук                       | подручје Јасеновца, борбена група од 770 војника                    |
| Бјеловарски | 121. домобрански пук                      | подручје Јасеновца, борбена група од 911 војника                    |
| Бјеловарски | 125. домобрански пук                      | подручје Јасеновца, борбена група од 800 војника                    |
| Бјеловарски | 16. артиљеријско-ракетна бригада          | један дивизион хаубица калибра 155, 237 војника                     |
| Бјеловарски | 18. артиљеријски дивизион                 | вод хаубица калибра 155 мм и вод топова калибра 130 мм, 106 војника |
| Бјеловарски | 34. инжињерски батаљон                    | користио опрему и 33. инжињерског батаљона                          |
| Бјеловарски | 69. чета Војне полиције                   |                                                                     |

| Подручје    | Јединице                             | Напомена |
| ----------- | ------------------------------------ | --- |
| ријека Уна  | 1. новоградска пјешадијска бригада   | у саставу 1. крајишког корпуса; само по један гарнизонски батаљон резервиста из сваке бригаде, подржане артиљеријом и утврђеним положајима |
| ријека Уна  | 11. дубичка пјешадијска бригада      | у саставу 1. крајишког корпуса; само по један гарнизонски батаљон резервиста из сваке бригаде, подржане артиљеријом и утврђеним положајима |
| ријека Сава | 1. градишка лака пјешадијска бригада | у саставу 1. крајишког корпуса; само по један гарнизонски батаљон резервиста из сваке бригаде, подржане артиљеријом и утврђеним положајима |

## Ток операције

### 18. септембар
Преласке су отежавали високи водостаји, поплављено приобаље, јаке струје и плутајући нанос, као и недостатак чамаца и других средстава за прелазак ријеке. Опрема коју је обезбједио 33. инжињерски батаљон, укључујући два тегљача и једно амфибијско возило, каснила је са доласком и у зону борбених дејстава стигла је тек 18. септембра у подне. Дуж цијелог тока Уне и Саве дужине 100 км, гдје је требала да се спроведе офанзива, ХВ је почела артиљеријско гранатирање у подне, а прелази су услиједили послије 15 часова. Борбена група 125. домобранског пука покушала је да пређе код села Кошутарица, али безуспјешно након што је наишла на јаку ватру из малокалибарског оружја и минобацача. Пропао је и покушај борбене групе 52. домобранског пука да пређе Саву низводно од Јасеновца, одвраћен снажном минобацачком ватром. Јединице Загребачког корпуса успјеле су да успоставе мале мостобране у одређеним зонама искрцавања у Новом Граду, Српској Костајници и Козарској Дубици, али су приковане артиљеријског и митраљеском ватром. Како је ХВ у првих неколико часова борбе имао 27 мртвих, Врбанац је послат да извиди ситуацију и био је згрожен лошом организацијом напада. Током ноћи 18. на 19. септембар, ВРС је наставила са артиљеријским гранатирањем положаја ХВ дуж ријека, али је гранатирала и Новску, Кутину, Нову Градишку и Двор.
Напредовање АРБиХ према Санском Мосту и Новом Граду, гдје је ХВ успоставила један од мостобрана, заустављено је 18. и 19. септембра, пошто је АРБиХ на том подручју наишла на 14.000 до тада неоткривених војника ВРС, уз подршку 2000 добровољаца из Србије.

### 19. септембар
Иако је Врбанац наредио да се операција обустави нешто послије поноћи 18. на 19. септембар, Бјеловарски корпус није успио да откаже нове покушаје преласка које је наредио за 6 часова наредног јутра. Напади су настављени, до 10.30 часова, а борбене групе 52. и 125. домобранског пука покушавале су да пређу Саву на различитим мјестима. Упркос јачању ријечне струје и континуираној артиљеријској ватри ВРС, мали извиђачки елементи успјели су да пређу ријеку, да би један час касније били приморан на повлачење.
Снаге у саставу 121. и 125. домобранског пука и 265. извиђачко-диверзантске чете успјеле су да пређу ријеку Саву на ушћу Уне и Саве у 12.50 часова. Снаге које су извршиле прелазак бројале су 80 војника, а наишле су на минско поље, артиљеријску и малокалибарску ватру из бункера недалеко од обале ријеке. Извлачење снага почело је послије 14 часова, што је довело до размјене тешке артиљеријске ватре између ВРС на једној обали и борбених група 121. и 125. домобранског пука на другој обали. За повлачење било је потребно неколико прелазака преко ријеке користећи расположиве чамце, што је за исход имало додатне губитке. Ситуација се доста закомпликовала за ХВ низом инцидената и фактора. Међу њима био је тегљач који је вукао оштећено амфибијско возило које се запалило због неисправних инсталација, недовољне артиљеријске подршке ријечних топовњача и посада чамаца 34. инжињерски батаљон која је одбила да пређе ријеку, а коју су замијенили регрути 33. инжињерског батаљона. Упркос употреби беспилотних летјелица ХВ за лоцирање топова ВРС као мете за контрабатирање, артиљеријска размјена је настављена до касно у ноћ 19. на 20 септембар. Другог дана су у борбе ступиле и војне јединице ВРС које су повучене са других линија фронта — превасходно полицијске снаге. У битку су са бањалучког аеродрома првог дана кренула и два српска авиона типа Ј-21 јастреб која су бомбардовала хрватску колону на регионалном путу Сисак – Хрватска Дубица, на деоници Живаја – Шаш. У тој акцији оборен је један јастреб код Новог Града. Сљедећег дана хрватску артиљерију и снаге на мостобрану напало је више авиона типа Ј-22 орао, Г-4 супер галеб и Ј-21 јастреб.
Борбена група 52. домобранског пука поново је прешла Саву у 14.30 часова да би подржала извлачење мостобрана који су успоставили елементи 121. и 125. домобранског пука. У том преласку учествовао је 91 војник током које су напредовали 900 м и уништили неколико одбрамбених положаја ВРС прије него што су се повукли у 16.30 часова.
Загребачки корпус је 19. септембра покушао да ојача мостобране преко ријеке Уне, али је претрпио додатне губитке. Бјеловарски корпус је такође упутио борбену групу 121. домобранског пука у Јасеновац као појачање за пробој одбране ВРС. Червенко се до краја дана састао са Туђманом у знак протеста због неорганизованости операције и чињенице да о њој није био унапријед обавијештен. Истог дана, Главни штаб ХВ је прекинуо операцију.

## Посљедице
Послије рата, генерал Јанко Бобетко је процијенио губитке ХВ на више од 70 погинулих и 250 рањених. Према званичним хрватским изворима, током операције погинуло је или нестало 49  односно 50 војника ХВ. Од жртава, Бјеловарски корпус је имао пет погинулих и 26 рањених. Према српским изворима, губици ВРС били су 44 погинула, 53 рањена и три заробљена војника. Српски извори такође наводе 54 погинулих, 39 рањених и 6 заробљених цивила током два дана офанзиве. Два мировњака из Данске, ангажована у оквиру Операције Уједињених нација за враћање повјерења у Хрватској (УНКРО), погинула су током српског гранатирања Двора. Хрватске власти су 2006. започеле истрагу навода о ратним злочинима почињеним током операције, конкретно о убиству 40 цивила на подручју Козарске Дубице које су извршили припадници 1. батаљона 2. гардијске бригаде.
Червенко је извјештај о операцији Уна предао Туђману 20. септембра 1995, скинуо одговорност са себе, окривљујући Врбанца и министра одбране Гојка Шушка. Кривица је потом стављена само на Врбанца, чиме је његова војна каријера окончана. Иако се очекивало да ће Марековић наслиједити Червенка на мјесту начелника Главног штаба, након Червенковог пензионисања 1996. на његово мјесто је дошао генерал Павао Миљавац.
Офанзива је била једина неуспјешна операција коју је ХВ предузела од операције Зима 94 у новембра 1994, а у Хрватској је одбачена као одступање. И даље је остала предмет полемике у хрватским медијима. Према хрватском историчару Давору Маријану, операција је првенствено била политички мотивисана и на брзину покренута као одговор на Холбрукове примједбе од 17. септембра. Ипак, Маријан тврди да је напад био заснован на нетачним обавјештајним подацима, што је довело до хрватског потцјењивања српске одбране. Поред тога, ХВ је прецијенила своје сопствене капацитете за извођење тешке операције, а занемарила је стање ријека које је намјеравала да пређе. ХВ никада није покушала да поново прелазак, већ је почетком октобра у операцији Јужни потез одабрала да угрози Бању Луку из другог правца. Са друге стране, хрватски историчар, Томислав Ковачић, тврди да су америчке жеље у погледу заузимања Поуња биле нејасне и контрадикторне, да је Туђман дао одобрење само за осигурање Унске пруге а не и за напад ка Приједору и Бања Луци, и да су за војнички преамбициозне циљеве одговорни министар одбране, Гојко Шушак, као и други припадници војске.

### Питање несталих и погинулих
На подручју Козарске Дубице, код тадашње фабрике ТИК „Кнежопољка”, погинуло је 13 хрватских војника диверзантског вода „Црне мамбе” 2. гардијске бригаде. Након пораза Хрватска званично није хтјела да преузме тијела. Тијела су сахрањена у заједничку гробницу на гробљу Урије у Козарској Дубици. Код убијених „Црних мамби” нађена су и стимулативна средства.
Један хрватски војник нађен је у Уни код села Пољавнице 1996., док се неколико лица (утопљених у Уни и Сави) води се као нестало до данас. Приликом узимања изјаве од свједока дошло се до непровјерене информације да је 18. септембра 1995. године у мјесту Туњица код Новог Града у покољу над српским цивилима учествовао Зоран Стојановић из Прозора, римокатолички свештеник.

## Спољашне везе
- Дубока је Уна ривер на веб-сајту